# Lopezia elegans
Lopezia elegans är en dunörtsväxtart som beskrevs av Joseph Nelson Rose. Lopezia elegans ingår i släktet enmansblommor, och familjen dunörtsväxter. Inga underarter finns listade i Catalogue of Life.